# Novaki Nartski
Novaki Nartski – wieś w Chorwacji, w żupanii zagrzebskiej, w gminie Rugvica. W 2011 roku liczyła 68 mieszkańców.